# 均衡集合
線型代数学および関連する数学の分野における均衡集合（きんこうしゅうごう、英: balanced set）、あるいは円集合、または円板とは、絶対値 |.| を備える体 K 上のベクトル空間内の集合 S であって、|α| ≤ 1 を満たすような全てのスカラー α に対して
{\displaystyle \alpha S\subseteq S}
が成立するようなもののことである。ここで
{\displaystyle \alpha S:=\{\alpha x\mid x\in S\}}
である。
集合 S の均衡包（balanced hull）あるいは均衡包絡集合（balanced envelope）とは、S を含むような最小の均衡集合のことである。それは S を含むような全ての均衡集合の共通部分として構成される。

## 例
- ノルムベクトル空間内の単位球は、均衡集合である。
- 実あるいは複素ベクトル空間の任意の部分空間は、均衡集合である。
- 均衡集合の族の直積（デカルト積）は、同じ体 K 上の対応するベクトル空間の直積（英語版）において、均衡である。
- 一次元ベクトル空間として、複素数体 C を考える。その空間内の均衡集合は、C それ自身か、空集合、および 0 を中心とする開円板と閉円板（平面上の点として各複素数を可視化した場合）である。一方、二次元ユークリッド空間においてはさらに多くの均衡集合が存在する:(0,0) を中点とする任意の線分が均衡集合となる。結果として、ベクトル空間の構造に関して言えば、C と R2 は全く違うものであるということが分かる。
- p を線型空間 X の半ノルムとしたとき、任意の定数 c > 0 に対して、集合 {x ∈ X | p(x) ≤ c} は均衡となる。

## 性質
- 均衡集合の和集合および共通部分は、均衡集合である。
- 均衡集合の閉包は、均衡集合である。
- （性質からではなく）定義から、ある集合が絶対凸であることと、それが凸かつ均衡であることは、同値である。